# Очњаци
Очњаци (лат. dentes canini) су најважнији зуби месождера, јер служе за прихватање и раздирање плена, а код змија то су и отровни зуби (намењени како хватању плена, тако и одбрани). Назив canini је изведен од латинске речи canis (што у преводу значи пас). У хуманој дентицији постоје четири очњака, по два у горњем и доњем денталном луку и са класом секутића они чине тзв. предње зубе (лат. dentes anteriores s. frontales). Очњаци се често називају и „угаони зуби“, јер мезијална половина њихове вестибуларне површине припада предњим, а дистална половина бочним зубима, омогућавајући постепени прелом и скретање зубних лукова.

## Класа очњака
Класи очњака припадају четири зубa, смештена на трећем месту од медијалне линије у сва четири квадранта:
- горњи очњак (десни и леви) – dens caninus superior dexter et sinister;
- доњи очњак (десни и леви) – dens caninus inferior dexter et sinister.

Унутар класе, сличног су облика и функције. Масиван корен, добра алвеоларна подлога и богатство проприорецептора у потпорним ткивима чине ове зубe изузетно значајним и у анатомском и у функционалном погледу.
Очњаци су способни да издрже велики мастикаторни стрес и делују као „амортизери“, пружајући подршку бочним зубима у току жвакања. Њихова основна улога је кидање и раздирање хране, што чини средину између сечења (карактеристичног за секутиће) и гњечења и млевења (карактеристичног за бочне зубе). Својом лабијалном површином подупиру углове усана, па доприносе и физиогномском изгледу особе, а њихове оралне површине са добро развијеним цингулумом имају велики значај при латералним кретањима мандибуле.
Што се њиховог изгледа тиче, очњаци са проксималног аспекта личе на секутиће (пошто имају сечивни гребен, цингулум и маргиналне гребене), а са вестибуларног и оралног на преткутњаке. Круна горњег очњака је мало шира и краћа од круне доњег, а и једни и други показују правилан знак угла и лука. Корен овог зуба је изузетно добро развијен и широк вестибуло-орално, па је добро фисиран у алвеоларној кости и очњак често служи као ослонац разним протетским надокнадама у устима пацијента (протезе, мостови и сл).
Вестибуларне и оралне површине очњака имају облик петоугла, а бочне стране (мезијална и дистална) облик троугла са базом у цервикалном делу (слично секутићима).

## Атрибути класе
Постоје три заједничка обележја, карактеристична за очњаке као класу зубa.
То су једини зуби у денталном луку који имају само једну квржицу – солитарна квржица (лат. cuspidus). Лингвална јама је присутна као код секутића, али је лингвалним квржичним гребеном подељена на мезијални и дистални део. Очњаци имају најдужи корен од свих зуба у припадајућем денталном луку, а пошто је он и масиван узрокује велико испупчење на алвеоларној кости.